# Panaceum
Panaceum (łac. panacea, gr. πανάκεια panákeia, od pan „wszystko” i ákos „lekarstwo”) – domniemany środek leczniczy przeciw wszystkim chorobom, poszukiwany przez alchemików, spotykany w legendach i mitach. Rolę panaceum przypisywano m.in. teriakowi.